# Ferrovia Monaco-Rosenheim
La ferrovia Monaco-Rosenheim (in tedesco Bahnstrecke München–Rosenheim) è un'importante tratta di 65 km a doppio binario delle Deutsche Bahn. Essa connette, nella stazione di Monaco di Baviera, la linea Rosenheim-Innsbruck con la Unterinntalbahn in Austria occidentale e tramite essa alla Ferrovia del Brennero (unendo Germania e Italia) e Germania e Svizzera attraverso la Ferrovia dell'Arlberg. La linea è parte del corridorio 1 Berlino-Palermo del Trans European Transport Networks (TEN-T). È totalmente a doppio binario, ed elettrificata a 15 kV, corrente alternata monofase a 16,7 Hz.

## Storia
Negli anni sessanta dell'Ottocento, fu chiaro che la ferrovia della Valle del Mangfall (Mangfalltalbahn), aperta tra il 1854 e il 1857, non fu più in grado di assorbire l'aumento del traffico sulle linee principali verso l'Austria. Il raddoppio della ferrovia della Valle del Mangfall non poteva essere realizzato a causa del suo percorso tortuoso e collinare. Inoltre, una nuova linea via Grafing sarebbe stata più corta di dieci chilometri rispetto alla Mangfalltalbahn e avrebbe significato che le locomotive eviterebbero lo slittamento delle ruote poiché la pendenza era significativamente più graduale.
Il 16 maggio 1868, fu deciso di costruire una linea a binario singolo da Monaco di Baviera a Rosenheim via Grafing. Il governo della Baviera fornì quattro milioni di gulden per la costruzione. La linea ferroviaria fu aperta il 15 ottobre 1871. Il raddoppio della linea venne realizzato tra il 1892 e il 1894 e fu elettrificata tra il 1925 e il 1927. Fino alla stazione di Grafing, da dove passano due linee del servizio ferroviario suburbano di Monaco, la ferrovia è composta da 4 binari.
Nell'ambito del progetto di quadruplicamento del tratto ferroviario tra Monaco e Verona, che comprende la galleria di base del Brennero, è prevista la costruzione di una variante, dedicata soprattutto ai treni merci. Questa variante inizierà poco prima della stazione di Grafing e, dopo un'interconnessione con questa linea presso la località di Ostermünchen, si immetterà direttamente sulla ferrovia Rosenheim-Kufstein presso la cittadina di Niederhaudorf, by-passando così la stazione di Rosenheim.

## Percorso
| Unknown route-map component "tSTR+l" |

| Unknown route-map component "tSHST" | Unknown route-map component "KBHFa-L" | Unknown route-map component "KBHFa-M" | Unknown route-map component "KBHFa-R" |

| Unknown route-map component "tSTRe" | Straight track | Unknown route-map component "ABZg+l" | One way rightward |

| Unknown route-map component "SBHF" | Straight track | Straight track |  |

| Unknown route-map component "ABZg+l" | Unknown route-map component "ABZgr" | Straight track |  |

| Unknown route-map component "SBHF" | Straight track | Straight track |  |

| Unknown route-map component "ABZlr" | Unknown route-map component "KRZo" | Unknown route-map component "KRZo" | Unknown route-map component "STR+r" |

|  | One way rightward | Straight track | Straight track |

| Unknown route-map component "STR+r" | Unknown route-map component "STR+r" | Straight track | Straight track |

| Unknown route-map component "SHST" | Straight track | Straight track | Unknown route-map component "SHST" |

| One way rightward | Unknown route-map component "KRZu" | Unknown route-map component "KRZu" | One way rightward |

| Enter and exit tunnel | Enter and exit tunnel |

| Unknown route-map component "DST-L" | Unknown route-map component "DST-R" |

| Unknown route-map component "ABZg+l" | One way rightward |

| Unknown route-map component "eABZgr" |

|  | Unknown route-map component "hKRZWae" |

| Unknown route-map component "ABZq+r" | Unknown route-map component "KRZu" | Unknown route-map component "STR+r" |  |

| Unknown route-map component "ABZg+l" | Unknown route-map component "ABZgr" | Straight track | Unknown route-map component "tSTRe" |

| Unknown route-map component "BHF-L" | Unknown route-map component "BHF-M" | Unknown route-map component "SBHF-M" | Unknown route-map component "SBHF-R" |

| Straight track | Straight track | Unknown route-map component "SBHF-L" | Unknown route-map component "SBHF-R" |

| Unknown route-map component "STR2u" | Unknown route-map component "STR3" | Unknown route-map component "STR2u" | Unknown route-map component "STR3" |

| Unknown route-map component "STR+1" | Unknown route-map component "STR2u+4u" | Unknown route-map component "STR3+1" | Unknown route-map component "STR+4u" |

| Straight track | Unknown route-map component "STR+1" | Unknown route-map component "STR+4u" | Unknown route-map component "ABZgl" |

| Straight track | Straight track | Unknown route-map component "ABZgl" | Unknown route-map component "ABZg+r" |

| Straight track | Unknown route-map component "SHST" | Straight track | Track change |

| Straight track | Straight track | Unknown route-map component "ABZgl" | Unknown route-map component "STRl+r" |

| Straight track | Straight track | Non-passenger station/depot on track | Straight track |

| Straight track | Small non-passenger station on track | Straight track | Straight track |

| 2,8 |
| 0,0 |

| Straight track | Straight track | Unknown route-map component "ABZgl" | One way leftward |

| Straight track | Unknown route-map component "ABZgl" | Unknown route-map component "KRZo" |  |

| One way leftward | Unknown route-map component "STRl+r" | Unknown route-map component "STRl+r" | Unknown route-map component "ABZ+lr" |

|  | Unknown route-map component "DST-L" | Unknown route-map component "SBHF-M" | Unknown route-map component "DST-R" |

|  | Unknown route-map component "ABZg+l" | Unknown route-map component "KRZo" | One way rightward |

| Small non-passenger station on track | Straight track |

| Small non-passenger station on track | Straight track |

| Straight track | Unknown route-map component "SHST" |

| Unknown route-map component "DST-L" | Unknown route-map component "SBHF-R" |

| Unknown route-map component "ABZg+l" | Unknown route-map component "ABZgr" |

| Straight track | Unknown route-map component "SHST" |

| Straight track | Unknown route-map component "SHST" |

| Unknown route-map component "DST-L" | Unknown route-map component "SBHF-R" |

| Unknown route-map component "ABZg+l" | Unknown route-map component "ABZgr" |

| Straight track | Unknown route-map component "SHST" |

| Straight track | Unknown route-map component "eABZg+l" |

| Non-passenger station/depot on track | Unknown route-map component "SHST" |

| Unknown route-map component "BHF-L" | Unknown route-map component "SBHF-R" |

| Unknown route-map component "eABZgr" | Straight track |

| Unknown route-map component "dBS2c1" | Unknown route-map component "BS2+rc" | Unknown route-map component "dSTRl+4h" |

| Unknown route-map component "eBST" |

| Unknown route-map component "eABZgr" |

| Unknown route-map component "eHST" |

| Station on track |

| Station on track |

| Unknown route-map component "eABZg+r" |

| Unknown route-map component "eBST" |

| Unknown route-map component "eABZgr" |

| Stop on track |

| Track change |

| Unknown route-map component "d" | Unknown route-map component "BS2l" | Unknown route-map component "dSTR3h+l" |

| Unknown route-map component "STR+r" | Straight track |

| Unknown route-map component "BHF-L" | Unknown route-map component "BHF-R" |

| Unknown route-map component "hKRZWae" | Unknown route-map component "hKRZWae" |

| One way rightward | Straight track |

|  | Unknown route-map component "ABZg+r" |

|  | Straight track |